# رشته‌کوه زیردریایی هاوایی-امپراتور
رشته‌کوه زیردریایی هاوایی-امپراتور (انگلیسی: Hawaiian–Emperor seamount chain) رشته‌کوهی است عمدتاً زیردریایی در اقیانوس آرام است که در هاوایی از سطح دریا بیرون می‌آید. این زنجیره از کوه‌ها از خط‌الرأس هاوایی تشکیل شده‌است، متشکل از زنجیره‌جزایر هاوایی در شمال غربی تا آب‌سنگ مرجانی کوره و کوه‌های زیردریایی امپراتور. 
این زنجیره از کوه‌ها با هم یک منطقه کوهستانی وسیع شامل جزایر و کوه‌های زیرآبی، صخره‌های مرجانی و پایاب‌ها را تشکیل می‌دهند که به صورت یک خط از جنوب شرقی به شمال غرب در زیر اقیانوس آرام شمالی کشیده شده است. 
این زنجیره دریایی، دربرگیرنده بیش از ۸۰ آتشفشان زیردریایی شناسایی‌شده است و حدود ۶٫۲۰۰ کیلومتر از درازگودال آلیوتی در شمال غربی اقیانوس آرام تا کوه زیرآبی لوئیهی، جوانترین آتشفشان در زنجیره، که در حدود ۳۵ کیلومتری جنوب شرق جزیره هاوایی واقع شده، امتداد دارد.